# Burning Desire
Burning Desire jest wydanym pośmiertnie albumem studyjnym Jimiego Hendrixa, nagranym na przełomie 1969 i 1970 roku. Zawiera wyłącznie instrumentalne kompozycje. Jest dziewiątą płytą wydaną przez Dagger Records.

## Lista utworów
Autorem wszystkich utworów jest Jimi Hendrix.
| Nr | Tytuł utworu                              | Długość |
| -- | ----------------------------------------- | ------- |
| 1. | „Izabella”                                | 4:23    |
| 2. | „Ezy Ryder/MLK”                           | 19:59   |
| 3. | „Cherokee Mist/Astro Man”                 | 5:18    |
| 4. | „Record Plant 2X”                         | 11:03   |
| 5. | „Villanova Junction Blues”                | 4:56    |
| 6. | „Burning Desire”                          | 7:27    |
| 7. | „Stepping Stone/Villanova Junction Blues” | 6:38    |
| 8. | „Slow Time Blues”                         | 3:49    |
|    |                                           | 1:03:33 |

## Twórcy
- Jimi Hendrix – gitara
- Buddy Miles – perkusja
- Billy Cox – gitara basowa

## Źródła
- John McDermott, Burning Desire, wyd. CD, książeczka, Dagger Records, Experience Hendrix, 2006 (ang.). Brak numerów stron w książce